# Список наград и номинаций Эммы Стоун
Э́мма Сто́ун (англ. Emma Stone) — американская актриса и продюсер, широко известна своими ролями на экране и сцене. За работы в кино является обладательницей двух премий «Оскар», двух премий BAFTA, четырёх премий «Выбор критиков», двух премий «Золотой глобус», трёх премий Гильдии киноактёров США и приза Венецианского кинофестиваля. Помимо самых авторитетных кинопремий, Стоун является лауреатом двух кинонаград MTV Movie Awards, премии People’s Choice Awards и трёх премий Teen Choice Awards.
Стоун — двукратная обладательница премии «Оскар» в категории «Лучшая женская роль» за роли начинающей актрисы в романтическом мюзикле Дэмьена Шазелла «Ла-Ла Ленд» (2016) и молодой женщины, воскрешённой учёным в комедийном фэнтези Йоргоса Лантимоса «Бедные-несчастные» (2023), последний из которых также принёс ей номинацию на премию «Оскар» в категории «Лучший фильм» как одному из продюсеров фильма. Кроме того, актриса дважды номинировалась на премию «Оскар» за лучшую женскую роль второго плана за роли наркозависимой дочери главного героя в чёрной комедии Алехандро Гонсалеса Иньярриту «Бёрдмэн» (2014) и Абигейл Мешэм в исторической драме Лантимоса «Фаворитка» (2018).
Дебют Стоун в полнометражном кино состоялся в 2007 году с выходом на широкие экраны комедийного фильма «SuperПерцы», в котором она исполнила роль старшекласницы, после чего последовали роли — девушки, пережившей зомби-апокалипсис в комедийном хорроре «Добро пожаловать в Zомбилэнд» (2009) и бунтующей ученицы старшей школы в подростковой комедии «Отличница лёгкого поведения» (2010). За свою работу в «Отличнице лёгкого поведения» актриса номинировалась на премии BAFTA в категории Восходящая звезда и «Золотой глобус» за лучшую женскую роль в комедии или мюзикле. Её роль в этом фильме вошла в десяток лучших ролей 2010 года по версии журнала Time. Широкую известность и признание Стоун получила, благодаря участию в романтической комедии «Эта дурацкая любовь» (2011), драме «Прислуга» (2011), а также исполнению роли Гвен Стейси в кинокомиксе «Новый Человек-паук» (2012) и его сиквеле. Благодаря игре в фильме «Бёрдмэн» актриса снискала одобрение кинокритиков и получила номинации на премии «Оскар», BAFTA, «Золотой глобус» и премию Гильдии киноактёров США как лучшая актриса второго плана.
Успех Стоун продолжился с главной ролью в мюзикле «Ла-Ла Ленд», за работу в котором она стала обладательницей целого ряда престижных наград, включая премии «Оскар», BAFTA, «Золотой глобус», премию Гильдии киноактёров США и Кубок Вольпи Венецианского кинофестиваля за лучшую женскую роль. За исполнение роли Билли Джин Кинг в спортивной драме «Битва полов» (2017) актриса была номинирована на премии «Золотой глобус» и «Выбор критиков». Драма «Фаворитка» принесла ей новые номинации на премии «Оскар», BAFTA, «Золотой глобус» и премию Гильдии киноактёров США за лучшую женскую роль второго плана. Роль в научно-фантастическом фильме «Бедные-несчастные» ознаменовалась для Стоун небывалым успехом, принеся вторые статуэтки «Оскара», BAFTA и «Золотого глобуса» за лучшую женскую роль.
На телевидении Стоун сыграла девушку с пограничным расстройством личности в психологическом мини-сериале Netflix «Маньяк» (2018), получив номинацию на премию Гильдии киноактёров США за лучшую женскую роль в телефильме или мини-сериале, а также телеведущую в сатирическом мини-сериале Showtime «Проклятие» (2023), за роль которой получила номинацию на «Золотой глобус» в категории «Лучшая женская роль в драматическом телесериале».

## Основные премии
| Награда                        | Год  | Категория                                                   | Работа                        | Результат | Ист.          |
| ------------------------------ | ---- | ----------------------------------------------------------- | ----------------------------- | --------- | ------------- |
| «Оскар»                        | 2015 | «Лучшая женская роль второго плана»                         | «Бёрдмэн»                     | Номинация | [ 4 ]         |
| «Оскар»                        | 2017 | «Лучшая женская роль»                                       | «Ла-Ла Ленд»                  | Победа    | [ 5 ]         |
| «Оскар»                        | 2019 | «Лучшая женская роль второго плана»                         | «Фаворитка»                   | Номинация | [ 6 ]         |
| «Оскар»                        | 2024 | «Лучший фильм»                                              | «Бедные-несчастные»           | Номинация | [ 7 ]         |
| «Оскар»                        | 2024 | «Лучшая женская роль»                                       | «Бедные-несчастные»           | Победа    | [ 7 ]         |
| BAFTA                          | 2011 | Восходящая звезда                                           | —                             | Номинация | [ 8 ]         |
| BAFTA                          | 2015 | «Лучшая женская роль второго плана»                         | «Бёрдмэн»                     | Номинация | [ 9 ]         |
| BAFTA                          | 2017 | «Лучшая женская роль»                                       | «Ла-Ла Ленд»                  | Победа    | [ 10 ]        |
| BAFTA                          | 2019 | «Лучшая женская роль второго плана»                         | «Фаворитка»                   | Номинация | [ 11 ]        |
| BAFTA                          | 2024 | «Лучший фильм»                                              | «Бедные-несчастные»           | Номинация | [ 12 ]        |
| BAFTA                          | 2024 | «Лучший британский фильм»                                   | «Бедные-несчастные»           | Номинация | [ 12 ]        |
| BAFTA                          | 2024 | «Лучшая женская роль»                                       | «Бедные-несчастные»           | Победа    | [ 12 ]        |
| «Выбор критиков»               | 2012 | «Лучший актёрский состав»                                   | «Прислуга»                    | Победа    | [ 13 ]        |
| «Выбор критиков»               | 2015 | «Лучший актёрский состав»                                   | «Бёрдмэн»                     | Победа    | [ 14 ]        |
| «Выбор критиков»               | 2015 | «Лучшая женская роль второго плана»                         | «Бёрдмэн»                     | Номинация | [ 14 ]        |
| «Выбор критиков»               | 2017 | «Лучшая женская роль»                                       | «Ла-Ла Ленд»                  | Номинация | [ 15 ]        |
| «Выбор критиков»               | 2018 | «Лучшая женская роль в комедии»                             | «Битва полов»                 | Номинация | [ 16 ]        |
| «Выбор критиков»               | 2019 | «Лучший актёрский состав»                                   | «Фаворитка»                   | Победа    | [ 17 ] [ 18 ] |
| «Выбор критиков»               | 2019 | «Лучшая женская роль второго плана»                         | «Фаворитка»                   | Номинация | [ 17 ] [ 18 ] |
| «Выбор критиков»               | 2024 | «Лучший фильм»                                              | «Бедные-несчастные»           | Номинация | [ 19 ] [ 20 ] |
| «Выбор критиков»               | 2024 | «Лучшая женская роль»                                       | «Бедные-несчастные»           | Победа    | [ 19 ] [ 20 ] |
| Суперпремия «Выбор критиков»   | 2024 | «Лучший научно-фантастический/фэнтези фильм»                | «Бедные-несчастные»           | Номинация | [ 21 ]        |
| Суперпремия «Выбор критиков»   | 2024 | «Лучшая киноактриса в научно-фантастическом/фэнтези фильме» | «Бедные-несчастные»           | Победа    | [ 21 ]        |
| «Золотой глобус»               | 2011 | «Лучшая женская роль в комедии или мюзикле»                 | «Отличница лёгкого поведения» | Номинация | [ 22 ]        |
| «Золотой глобус»               | 2015 | «Лучшая женская роль второго плана»                         | «Бёрдмэн»                     | Номинация | [ 23 ]        |
| «Золотой глобус»               | 2017 | «Лучшая женская роль в комедии или мюзикле»                 | «Ла-Ла Ленд»                  | Победа    | [ 24 ]        |
| «Золотой глобус»               | 2018 | «Лучшая женская роль в комедии или мюзикле»                 | «Битва полов»                 | Номинация | [ 25 ]        |
| «Золотой глобус»               | 2019 | «Лучшая женская роль второго плана»                         | «Фаворитка»                   | Номинация | [ 26 ]        |
| «Золотой глобус»               | 2022 | «Лучшая женская роль в комедии или мюзикле»                 | «Круэлла»                     | Номинация | [ 27 ]        |
| «Золотой глобус»               | 2024 | «Лучшая женская роль в комедии или мюзикле»                 | «Бедные-несчастные»           | Победа    | [ 28 ]        |
| «Золотой глобус»               | 2024 | «Лучшая женская роль в драматическом сериале»               | «Проклятие»                   | Номинация | [ 28 ]        |
| Премия Гильдии киноактёров США | 2012 | «Лучший актёрский состав в игровом кино»                    | «Прислуга»                    | Победа    | [ 29 ]        |
| Премия Гильдии киноактёров США | 2015 | «Лучший актёрский состав в игровом кино»                    | «Бёрдмэн»                     | Победа    | [ 30 ]        |
| Премия Гильдии киноактёров США | 2015 | «Лучшая женская роль второго плана»                         | «Бёрдмэн»                     | Номинация | [ 30 ]        |
| Премия Гильдии киноактёров США | 2017 | «Лучшая женская роль»                                       | «Ла-Ла Ленд»                  | Победа    | [ 31 ]        |
| Премия Гильдии киноактёров США | 2019 | «Лучшая женская роль в телефильме или мини-сериале»         | «Маньяк»                      | Номинация | [ 32 ]        |
| Премия Гильдии киноактёров США | 2019 | «Лучшая женская роль второго плана»                         | «Фаворитка»                   | Номинация | [ 32 ]        |
| Премия Гильдии киноактёров США | 2024 | «Лучшая женская роль»                                       | «Бедные-несчастные»           | Номинация | [ 33 ]        |
| Венецианский кинофестиваль     | 2016 | Кубок Вольпи за лучшую женскую роль                         | «Ла-Ла Ленд»                  | Победа    | [ 34 ]        |

## Другие премии и номинации
| Награда                                           | Год  | Категория                                                          | Работа                                   | Результат | Ист.          |
| ------------------------------------------------- | ---- | ------------------------------------------------------------------ | ---------------------------------------- | --------- | ------------- |
| Международная премия AACTA                        | 2015 | «Лучшая женская роль второго плана»                                | «Бёрдмэн»                                | Номинация | [ 35 ]        |
| Международная премия AACTA                        | 2017 | «Лучшая женская роль»                                              | «Ла-Ла Ленд»                             | Победа    | [ 36 ]        |
| Международная премия AACTA                        | 2024 | «Лучшая женская роль»                                              | «Бедные-несчастные»                      | Номинация | [ 37 ]        |
| Международная премия AACTA                        | 2024 | «Лучший фильм»                                                     | «Бедные-несчастные»                      | Номинация | [ 37 ]        |
| Премия британского независимого кино              | 2018 | «Лучшая актриса второго плана»                                     | «Фаворитка»                              | Номинация | [ 38 ]        |
| Голливудский международный кинофестиваль на Капри | 2016 | «Лучшая женская роль»                                              | «Ла-Ла Ленд»                             | Победа    | [ 39 ]        |
| Comedy Awards                                     | 2011 | «Лучшая комедийная актриса»                                        | «Отличница лёгкого поведения»            | Номинация | [ 40 ]        |
| Comedy Awards                                     | 2012 | «Лучшая комедийная актриса»                                        | «Эта дурацкая любовь»                    | Номинация | [ 41 ]        |
| Премия «Дориан»                                   | 2017 | «Лучшая женская роль»                                              | «Ла-Ла Ленд»                             | Номинация | [ 42 ] [ 43 ] |
| Премия «Дориан»                                   | 2019 | «Лучшая женская роль второго плана»                                | «Фаворитка»                              | Номинация | [ 44 ] [ 45 ] |
| Премия «Дориан»                                   | 2024 | «Лучшая женская роль»                                              | «Бедные-несчастные»                      | Номинация | [ 46 ]        |
| Кинопремия журнала Empire                         | 2017 | «Лучшая женская роль»                                              | «Ла-Ла Ленд»                             | Номинация | [ 47 ]        |
| Fangoria Chainsaw Awards                          | 2024 | «Лучшая главная роль»                                              | «Бедные-несчастные»                      | Номинация | [ 48 ]        |
| «Готэм»                                           | 2018 | «Лучший актёрский состав»                                          | «Фаворитка»                              | Победа    | [ 49 ]        |
| «Готэм»                                           | 2023 | «Лучший международный полнометражный фильм»                        | «Бедные-несчастные»                      | Номинация | [ 50 ]        |
| Голливудский кинофестиваль                        | 2011 | «Лучший актёрский состав»                                          | «Прислуга»                               | Победа    | [ 51 ]        |
| «Независимый дух»                                 | 2015 | «Лучшая женская роль второго плана»                                | «Бёрдмэн»                                | Номинация | [ 52 ]        |
| «Независимый дух»                                 | 2025 | «Лучший фильм»                                                     | «Я видел свечение телевизора»            | Номинация | [ 53 ]        |
| «Независимый дух»                                 | 2025 | «Лучший дебютный фильм»                                            | «Проблемный»                             | Номинация | [ 53 ]        |
| «Независимый дух»                                 | 2025 | «Лучший новый сценарный сериал»                                    | «Фантазмы»                               | Номинация | [ 53 ]        |
| Ирландская премия в области кино и телевидения    | 2017 | «Лучшая международная женская роль»                                | «Ла-Ла Ленд»                             | Победа    | [ 54 ]        |
| Ирландская премия в области кино и телевидения    | 2024 | «Лучшая международная женская роль»                                | «Бедные-несчастные»                      | Победа    | [ 55 ]        |
| Кинонаграды MTV                                   | 2011 | «Лучшая женская роль»                                              | «Отличница лёгкого поведения»            | Номинация | [ 56 ]        |
| Кинонаграды MTV                                   | 2011 | «Лучшая комедийная роль»                                           | «Отличница лёгкого поведения»            | Победа    | [ 56 ]        |
| Кинонаграды MTV                                   | 2011 | «Лучшая фраза из фильма»                                           | «Отличница лёгкого поведения»            | Номинация | [ 56 ]        |
| Кинонаграды MTV                                   | 2012 | «Лучшая женская роль»                                              | «Эта дурацкая любовь»                    | Номинация | [ 57 ]        |
| Кинонаграды MTV                                   | 2012 | «Лучший поцелуй»                                                   | «Эта дурацкая любовь»                    | Номинация | [ 57 ]        |
| Кинонаграды MTV                                   | 2012 | «Лучшая актёрская команда»                                         | «Прислуга»                               | Номинация | [ 57 ]        |
| Кинонаграды MTV                                   | 2012 | Новатор года                                                       | —                                        | Победа    | [ 57 ]        |
| Кинонаграды MTV                                   | 2015 | «Лучшая женская роль»                                              | «Бёрдмэн»                                | Номинация | [ 58 ]        |
| Кинонаграды MTV                                   | 2015 | «Лучший поцелуй»                                                   | «Новый Человек-паук: Высокое напряжение» | Номинация | [ 58 ]        |
| Кинонаграды MTV                                   | 2017 | «Лучший поцелуй»                                                   | «Ла-Ла Ленд»                             | Номинация | [ 59 ]        |
| Кинонаграды MTV                                   | 2017 | «Лучший музыкальный момент»                                        | «Ла-Ла Ленд»                             | Номинация | [ 59 ]        |
| Национальный совет кинокритиков США               | 2012 | «Лучший актёрский ансамбль»                                        | «Прислуга»                               | Победа    | [ 60 ]        |
| Премия NAACP Image                                | 2012 | «Лучшая женская роль»                                              | «Прислуга»                               | Номинация | [ 61 ]        |
| Премия NewNowNext Awards                          | 2011 | Актёр на грани славы                                               | —                                        | Номинация | [ 62 ]        |
| Nickelodeon Kids’ Choice Awards                   | 2015 | «Любимая киноактриса»                                              | «Новый Человек-паук: Высокое напряжение» | Победа    | [ 63 ]        |
| Nickelodeon Kids’ Choice Awards                   | 2021 | «Любимое озвучивание персонажа в анимационном фильме»              | «Семейка Крудс: Новоселье»               | Номинация | [ 64 ]        |
| Nickelodeon Kids’ Choice Awards                   | 2022 | «Любимая киноактриса»                                              | «Круэлла»                                | Номинация | [ 65 ]        |
| Международный кинофестиваль в Палм-Спрингс        | 2017 | Награда за авангардизм                                             | «Ла-Ла Ленд»                             | Победа    | [ 66 ]        |
| Международный кинофестиваль в Палм-Спрингс        | 2024 | «Лучшая женская роль»                                              | «Бедные-несчастные»                      | Победа    | [ 67 ]        |
| People’s Choice Awards                            | 2012 | «Любимая киноактриса»                                              | «Прислуга»                               | Победа    | [ 68 ]        |
| People’s Choice Awards                            | 2013 | «Любимая киноактриса»                                              | «Новый Человек-паук»                     | Номинация | [ 69 ]        |
| People’s Choice Awards                            | 2013 | «Любимый актёр, сыгравший героя»                                   | «Новый Человек-паук»                     | Номинация | [ 69 ]        |
| People’s Choice Awards                            | 2013 | «Любимая романтическая история в кино»                             | «Новый Человек-паук»                     | Номинация | [ 69 ]        |
| People’s Choice Awards                            | 2014 | «Любимая драматическая актриса»                                    | «Охотники на гангстеров»                 | Номинация | [ 70 ]        |
| People’s Choice Awards                            | 2015 | «Любимая драматическая актриса»                                    | «Бёрдмэн»                                | Номинация | [ 71 ]        |
| People’s Choice Awards                            | 2015 | «Любимая киноактриса»                                              | «Новый Человек-паук: Высокое напряжение» | Номинация | [ 71 ]        |
| People’s Choice Awards                            | 2015 | «Любимый дуэт»                                                     | «Новый Человек-паук: Высокое напряжение» | Номинация | [ 71 ]        |
| People’s Choice Awards                            | 2021 | «Драматическая актриса года»                                       | «Круэлла»                                | Номинация | [ 72 ]        |
| Премия Гильдии продюсеров США                     | 2019 | «Лучшее продюсирование мини-сериала»                               | «Маньяк»                                 | Номинация | [ 73 ]        |
| Премия Гильдии продюсеров США                     | 2024 | «Лучшее продюсирование фильма»                                     | «Бедные-несчастные»                      | Номинация | [ 74 ]        |
| Премия Гильдии продюсеров США                     | 2025 | «Лучшее продюсирование фильма»                                     | «Настоящая боль»                         | Номинация | [ 75 ]        |
| Международный кинофестиваль в Санта-Барбаре       | 2017 | «Лучший исполнитель года»                                          | «Ла-Ла Ленд»                             | Победа    | [ 76 ]        |
| «Спутник»                                         | 2011 | «Лучший актёрский состав в фильме»                                 | «Прислуга»                               | Победа    | [ 77 ]        |
| «Спутник»                                         | 2015 | «Лучшая женская роль второго плана»                                | «Бёрдмэн»                                | Номинация | [ 78 ]        |
| «Спутник»                                         | 2017 | «Лучшая женская роль»                                              | «Ла-Ла Ленд»                             | Номинация | [ 79 ]        |
| «Спутник»                                         | 2018 | «Лучшая женская роль»                                              | «Битва полов»                            | Номинация | [ 80 ]        |
| «Спутник»                                         | 2019 | «Лучшая женская роль — мини-сериал или телефильм»                  | «Маньяк»                                 | Номинация | [ 81 ] [ 82 ] |
| «Спутник»                                         | 2019 | «Лучший актёрский состав в фильме»                                 | «Фаворитка»                              | Победа    | [ 81 ] [ 82 ] |
| «Спутник»                                         | 2019 | «Лучшая женская роль второго плана»                                | «Фаворитка»                              | Номинация | [ 81 ] [ 82 ] |
| «Спутник»                                         | 2024 | «Лучшая женская роль — комедия или мюзикл»                         | «Бедные-несчастные»                      | Победа    | [ 83 ]        |
| «Спутник»                                         | 2025 | «Лучшая женская роль в телевизионном сериале — комедия или мюзикл» | «Проклятие»                              | Победа    | [ 84 ]        |
| «Сатурн»                                          | 2015 | «Лучшая киноактриса второго плана»                                 | «Бёрдмэн»                                | Номинация | [ 85 ]        |
| «Сатурн»                                          | 2022 | «Лучшая киноактриса»                                               | «Круэлла»                                | Номинация | [ 86 ]        |
| Scream Awards                                     | 2010 | «Лучший актёрский состав»                                          | «Добро пожаловать в Zомбилэнд»           | Победа    | [ 87 ] [ 88 ] |
| Scream Awards                                     | 2010 | «Лучшая актриса в фильме ужасов»                                   | «Добро пожаловать в Zомбилэнд»           | Номинация | [ 87 ] [ 88 ] |
| Spike Video Game Awards                           | 2012 | «Лучшая женская роль»                                              | Sleeping Dogs                            | Номинация | [ 89 ]        |
| Spike Guys' Choice Awards                         | 2011 | «Горячо и смешно»                                                  | Эмма Стоун                               | Номинация | [ 90 ]        |
| Spike Guys' Choice Awards                         | 2012 | «Горячо и смешно»                                                  | Эмма Стоун                               | Победа    | [ 91 ]        |
| Spike Guys' Choice Awards                         | 2014 | «Самая горячая Эмма»                                               | Эмма Стоун                               | Победа    | [ 92 ]        |
| Teen Choice Awards                                | 2010 | «Лучшая киноактриса комедии»                                       | «Добро пожаловать в Zомбилэнд»           | Номинация | [ 93 ]        |
| Teen Choice Awards                                | 2011 | «Лучшая киноактриса романтической комедии»                         | «Отличница лёгкого поведения»            | Победа    | [ 94 ]        |
| Teen Choice Awards                                | 2012 | «Лучшая киноактриса комедии»                                       | «Эта дурацкая любовь»                    | Победа    | [ 95 ]        |
| Teen Choice Awards                                | 2012 | «Лучший фильм: Поцелуй»                                            | «Эта дурацкая любовь»                    | Номинация | [ 95 ]        |
| Teen Choice Awards                                | 2012 | «Лучшая киноактриса летнего кино»                                  | «Новый Человек-паук»                     | Номинация | [ 95 ]        |
| Teen Choice Awards                                | 2012 | «Лучшая киноактриса драмы»                                         | «Прислуга»                               | Победа    | [ 95 ]        |
| Teen Choice Awards                                | 2014 | «Лучшая киноактриса научной фантастики/фэнтези»                    | «Новый Человек-паук: Высокое напряжение» | Номинация | [ 96 ]        |
| Teen Choice Awards                                | 2014 | «Лучший фильм: Поцелуй»                                            | «Новый Человек-паук: Высокое напряжение» | Номинация | [ 96 ]        |
| Teen Choice Awards                                | 2015 | «Лучшая киноактриса комедии»                                       | «Алоха»                                  | Номинация | [ 97 ]        |
| Кинофестиваль «Теллурайд»                         | 2018 | Серебряный медальон                                                | Эмма Стоун                               | Победа    | [ 98 ]        |
| «Молодой Голливуд»                                | 2008 | «Захватывающее новое лицо»                                         | «SuperПерцы»                             | Победа    | [ 99 ]        |
| «Молодой Голливуд»                                | 2014 | «Лучшая экранная пара»                                             | «Новый Человек-паук: Высокое напряжение» | Номинация | [ 100 ]       |
| «Молодой Голливуд»                                | 2014 | «Любимая киноактриса»                                              | «Новый Человек-паук: Высокое напряжение» | Номинация | [ 100 ]       |

## Ассоциации кинокритиков
| Год  | Работа                         | Ассоциация                                                 | Категория                           | Результат | Ист.            |
| ---- | ------------------------------ | ---------------------------------------------------------- | ----------------------------------- | --------- | --------------- |
| 2009 | «Добро пожаловать в Zомбилэнд» | Общество кинокритиков Детройта                             | «Лучший актёрский состав»           | Номинация | [ 101 ]         |
| 2011 | «Прислуга»                     | Общество кинокритиков Детройта                             | «Лучший актёрский состав»           | Номинация | [ 102 ]         |
| 2011 | «Прислуга»                     | Общество кинокритиков Сан-Диего                            | «Лучший актёрский состав»           | Номинация | [ 103 ]         |
| 2011 | «Прислуга»                     | Ассоциация кинокритиков Вашингтона                         | «Лучший актёрский состав»           | Номинация | [ 104 ]         |
| 2011 | «Прислуга»                     | Круг женщин-кинокритиков                                   | «Лучший актёрский состав»           | Победа    | [ 105 ]         |
| 2012 | «Прислуга»                     | Альянс женщин-киножурналистов                              | «Лучший актёрский состав»           | Номинация | [ 106 ]         |
| 2014 | «Бёрдмэн»                      | Общество онлайн кинокритиков Нью-Йорка                     | «Лучший актёрский состав»           | Победа    | [ 107 ]         |
| 2014 | «Бёрдмэн»                      | Общество кинокритиков Бостона                              | «Лучшая женская роль второго плана» | Победа    | [ 108 ]         |
| 2014 | «Бёрдмэн»                      | Общество кинокритиков Бостона                              | «Лучший актёрский состав»           | 2-е место | [ 108 ]         |
| 2014 | «Бёрдмэн»                      | Ассоциация кинокритиков Далласа – Форт-Уэрта               | «Лучшая женская роль второго плана» | 2-е место | [ 109 ]         |
| 2014 | «Бёрдмэн»                      | Ассоциация кинокритиков Вашингтона                         | «Лучший актёрский состав»           | Победа    | [ 110 ]         |
| 2014 | «Бёрдмэн»                      | Ассоциация кинокритиков Вашингтона                         | «Лучшая женская роль второго плана» | Номинация | [ 110 ]         |
| 2014 | «Бёрдмэн»                      | Ассоциация кинокритиков Сент-Луиса                         | «Лучшая женская роль второго плана» | Номинация | [ 111 ]         |
| 2014 | «Бёрдмэн»                      | Общество кинокритиков Сан-Диего                            | «Лучшая женская роль второго плана» | Номинация | [ 112 ]         |
| 2014 | «Бёрдмэн»                      | Общество кинокритиков Сан-Диего                            | «Лучший актёрский состав»           | Победа    | [ 112 ]         |
| 2014 | «Бёрдмэн»                      | Ассоциация кинокритиков Чикаго                             | «Лучшая женская роль второго плана» | Номинация | [ 113 ]         |
| 2014 | «Бёрдмэн»                      | Общество кинокритиков залива Сан-Франциско                 | «Лучшая женская роль второго плана» | Номинация | [ 114 ]         |
| 2014 | «Бёрдмэн»                      | Общество кинокритиков Флориды                              | «Лучшая женская роль второго плана» | 2-е место | [ 115 ]         |
| 2014 | «Бёрдмэн»                      | Общество кинокритиков Флориды                              | «Лучший актёрский состав»           | Номинация | [ 115 ]         |
| 2014 | «Бёрдмэн»                      | Общество кинокритиков Детройта                             | «Лучшая женская роль второго плана» | Номинация | [ 116 ]         |
| 2014 | «Бёрдмэн»                      | Общество кинокритиков Детройта                             | «Лучший актёрский состав»           | Номинация | [ 116 ]         |
| 2015 | «Бёрдмэн»                      | Общество кинокритиков Хьюстона                             | «Лучшая женская роль второго плана» | Номинация | [ 117 ]         |
| 2015 | «Бёрдмэн»                      | Альянс женщин-киножурналистов                              | «Лучшая женская роль второго плана» | Номинация | [ 118 ] [ 119 ] |
| 2015 | «Бёрдмэн»                      | Премия Лондонской ассоциации кинокритиков                  | «Актриса года в роли второго плана» | Номинация | [ 120 ]         |
| 2016 | «Ла-Ла Ленд»                   | Ассоциация кинокритиков Вашингтона                         | «Лучшая женская роль»               | Номинация | [ 121 ]         |
| 2016 | «Ла-Ла Ленд»                   | Общество кинокритиков Хьюстона                             | «Лучшая женская роль»               | Номинация | [ 122 ]         |
| 2016 | «Ла-Ла Ленд»                   | Ассоциация кинокритиков Сент-Луиса                         | «Лучшая женская роль»               | Номинация | [ 123 ]         |
| 2016 | «Ла-Ла Ленд»                   | Ассоциация кинокритиков Далласа – Форт-Уэрта               | «Лучшая женская роль»               | 2-е место | [ 124 ]         |
| 2016 | «Ла-Ла Ленд»                   | Ассоциация кинокритиков Чикаго                             | «Лучшая женская роль»               | Номинация | [ 125 ]         |
| 2016 | «Ла-Ла Ленд»                   | Опрос критиков IndieWire                                   | «Лучшая женская роль»               | 4-е место | [ 126 ]         |
| 2016 | «Ла-Ла Ленд»                   | Общество кинокритиков Детройта                             | «Лучшая женская роль»               | Победа    | [ 127 ]         |
| 2016 | «Ла-Ла Ленд»                   | Альянс женщин-киножурналистов                              | «Лучшая женская роль»               | Номинация | [ 128 ] [ 129 ] |
| 2016 | «Ла-Ла Ленд»                   | Ассоциация кинокритиков Юты                                | «Лучшая женская роль»               | Победа    | [ 130 ]         |
| 2016 | «Ла-Ла Ленд»                   | Общество кинокритиков Флориды                              | «Лучшая женская роль»               | 2-е место | [ 131 ]         |
| 2016 | «Ла-Ла Ленд»                   | Общество кинокритиков Сан-Диего                            | «Лучшая женская роль»               | 2-е место | [ 132 ]         |
| 2016 | «Ла-Ла Ленд»                   | Общество кинокритиков Финикса                              | «Лучшая женская роль»               | Победа    | [ 133 ]         |
| 2016 | «Ла-Ла Ленд»                   | Список фильмов газеты The Village Voice                    | «Лучшая женская роль»               | 9-е место | [ 134 ]         |
| 2017 | «Ла-Ла Ленд»                   | Общество онлайн-кинокритиков                               | «Лучшая женская роль»               | Номинация | [ 135 ]         |
| 2017 | «Ла-Ла Ленд»                   | Общество кинокритиков Сиэтла                               | «Лучшая женская роль»               | Номинация | [ 136 ] [ 137 ] |
| 2017 | «Ла-Ла Ленд»                   | Ассоциация кинокритиков Джорджии                           | «Лучшая женская роль»               | Номинация | [ 138 ]         |
| 2017 | «Ла-Ла Ленд»                   | Премия Лондонской ассоциации кинокритиков                  | «Актриса года»                      | Номинация | [ 139 ]         |
| 2017 | «Ла-Ла Ленд»                   | Ассоциация кинокритиков Северной Каролины                  | «Лучшая женская роль»               | Победа    | [ 140 ]         |
| 2018 | «Фаворитка»                    | Общество кинокритиков Детройта                             | «Лучшая женская роль второго плана» | Номинация | [ 141 ] [ 142 ] |
| 2018 | «Фаворитка»                    | Общество кинокритиков Детройта                             | «Лучший актёрский состав»           | Номинация | [ 141 ] [ 142 ] |
| 2018 | «Фаворитка»                    | Общество онлайн кинокритиков Нью-Йорка                     | «Лучший актёрский состав»           | Победа    | [ 143 ] [ 144 ] |
| 2018 | «Фаворитка»                    | Ассоциация кинокритиков Вашингтона                         | «Лучшая женская роль второго плана» | Номинация | [ 145 ]         |
| 2018 | «Фаворитка»                    | Общество кинокритиков залива Сан-Франциско                 | «Лучшая женская роль второго плана» | Номинация | [ 146 ]         |
| 2018 | «Фаворитка»                    | Ассоциация кинокритиков Торонто                            | «Лучшая женская роль второго плана» | 2-е место | [ 147 ]         |
| 2018 | «Фаворитка»                    | Общество кинокритиков Бостона                              | «Лучший актёрский состав»           | 2-е место | [ 148 ]         |
| 2018 | «Фаворитка»                    | Ассоциация кинокритиков Далласа — Форт-Уэрта               | «Лучшая женская роль второго плана» | 2-е место | [ 149 ]         |
| 2018 | «Фаворитка»                    | Круг женщин-кинокритиков                                   | «Лучший актёрский состав»           | Номинация | [ 150 ] [ 151 ] |
| 2018 | «Фаворитка»                    | Общество кинокритиков Сиэтла                               | «Лучшая женская роль второго плана» | Номинация | [ 152 ] [ 153 ] |
| 2018 | «Фаворитка»                    | Общество кинокритиков Сиэтла                               | «Лучший актёрский состав»           | Номинация | [ 152 ] [ 153 ] |
| 2018 | «Фаворитка»                    | Ассоциация кинокритиков Сент-Луиса                         | «Лучшая женская роль второго плана» | 2-е место | [ 154 ]         |
| 2018 | «Фаворитка»                    | Круг кинокритиков Ванкувера                                | «Лучшая женская роль второго плана» | Номинация | [ 155 ] [ 156 ] |
| 2018 | «Фаворитка»                    | Опрос критиков IndieWire                                   | «Лучшая женская роль второго плана» | 3-е место | [ 157 ]         |
| 2018 | «Фаворитка»                    | Общество кинокритиков Флориды                              | «Лучшая женская роль второго плана» | Номинация | [ 158 ]         |
| 2018 | «Фаворитка»                    | Общество кинокритиков Флориды                              | «Лучший актёрский состав»           | Победа    | [ 158 ]         |
| 2019 | «Фаворитка»                    | Общество онлайн-кинокритиков                               | «Лучшая женская роль второго плана» | Номинация | [ 159 ]         |
| 2019 | «Фаворитка»                    | Общество кинокритиков Хьюстона                             | «Лучшая женская роль второго плана» | Номинация | [ 160 ] [ 161 ] |
| 2019 | «Фаворитка»                    | Национальное общество кинокритиков США                     | «Лучшая женская роль второго плана» | 3-е место | [ 162 ] [ 163 ] |
| 2019 | «Фаворитка»                    | Ассоциация кинокритиков Остина                             | «Лучшая женская роль второго плана» | Номинация | [ 164 ] [ 165 ] |
| 2019 | «Фаворитка»                    | Ассоциация кинокритиков Остина                             | «Лучший актёрский состав»           | Номинация | [ 164 ] [ 165 ] |
| 2019 | «Фаворитка»                    | Альянс женщин-киножурналистов                              | «Лучшая женская роль второго плана» | Номинация | [ 166 ] [ 167 ] |
| 2019 | «Фаворитка»                    | Ассоциация кинокритиков Джорджии                           | «Лучшая женская роль второго плана» | Победа    | [ 168 ]         |
| 2019 | «Фаворитка»                    | Ассоциация кинокритиков Джорджии                           | «Лучший актёрский состав»           | Победа    | [ 168 ]         |
| 2023 | «Бедные-несчастные»            | Общество кинокритиков Бостона                              | «Лучшая женская роль»               | 2-е место | [ 169 ]         |
| 2023 | «Бедные-несчастные»            | Ассоциация кинокритиков Лос-Анджелеса                      | «Лучшая главная роль»               | Победа    | [ 170 ]         |
| 2023 | «Бедные-несчастные»            | Ассоциация кинокритиков Вашингтона                         | «Лучшая женская роль»               | Номинация | [ 171 ] [ 172 ] |
| 2023 | «Бедные-несчастные»            | Опрос критиков IndieWire                                   | «Лучшая женская роль»               | Победа    | [ 173 ]         |
| 2023 | «Бедные-несчастные»            | Ассоциация кинокритиков Чикаго                             | «Лучшая женская роль»               | Победа    | [ 174 ]         |
| 2023 | «Бедные-несчастные»            | Общество кинокритиков Лас-Вегаса                           | «Лучшая женская роль»               | Победа    | [ 175 ]         |
| 2023 | «Бедные-несчастные»            | Ассоциация кинокритиков Айовы                              | «Лучшая женская роль»               | Победа    | [ 176 ]         |
| 2023 | «Бедные-несчастные»            | Ассоциация кинокритиков Сент-Луиса                         | «Лучшая женская роль»               | Номинация | [ 177 ]         |
| 2023 | «Бедные-несчастные»            | Ассоциация киножурналистов Индианы                         | «Лучшая главная роль»               | Победа    | [ 178 ] [ 179 ] |
| 2023 | «Бедные-несчастные»            | Ассоциация киножурналистов Индианы                         | «Лучший актёрский состав»           | Победа    | [ 178 ] [ 179 ] |
| 2023 | «Бедные-несчастные»            | Ассоциация кинокритиков Далласа — Форт-Уэрта               | «Лучшая женская роль»               | 2-е место | [ 180 ]         |
| 2023 | «Бедные-несчастные»            | Ассоциация кинокритиков Северного Техаса                   | «Лучшая женская роль»               | Номинация | [ 181 ]         |
| 2023 | «Бедные-несчастные»            | Общество кинокритиков Финикса                              | «Лучшая женская роль»               | Победа    | [ 182 ]         |
| 2023 | «Бедные-несчастные»            | Круг женщин-кинокритиков                                   | «Лучшая женская роль»               | Победа    | [ 183 ]         |
| 2023 | «Бедные-несчастные»            | Общество кинокритиков Сан-Диего                            | «Лучшая женская роль»               | Номинация | [ 184 ]         |
| 2023 | «Бедные-несчастные»            | Общество кинокритиков Флориды                              | «Лучшая женская роль»               | 2-е место | [ 185 ]         |
| 2023 | «Бедные-несчастные»            | Общество кинокритиков Невады                               | «Лучшая женская роль»               | Победа    | [ 186 ]         |
| 2024 | «Бедные-несчастные»            | Альянс женщин-киножурналистов                              | «Лучшая женская роль»               | Номинация | [ 187 ] [ 188 ] |
| 2024 | «Бедные-несчастные»            | Альянс женщин-киножурналистов                              | «Самое смелое выступление»          | Победа    | [ 187 ] [ 188 ] |
| 2024 | «Бедные-несчастные»            | Ассоциация кинокритиков Джорджии                           | «Лучшая женская роль»               | 2-е место | [ 189 ] [ 190 ] |
| 2024 | «Бедные-несчастные»            | Премия «Астра» в области кино и изобразительного искусства | «Лучшая женская роль»               | Номинация | [ 191 ]         |
| 2024 | «Бедные-несчастные»            | Национальное общество кинокритиков США                     | «Лучшая женская роль»               | 2-е место | [ 192 ]         |
| 2024 | «Бедные-несчастные»            | Общество кинокритиков Сиэтла                               | «Лучшая женская роль»               | Номинация | [ 193 ]         |
| 2024 | «Бедные-несчастные»            | Общество кинокритиков залива Сан-Франциско                 | «Лучшая женская роль»               | Победа    | [ 194 ]         |
| 2024 | «Бедные-несчастные»            | Ассоциация кинокритиков Остина                             | «Лучшая женская роль»               | Номинация | [ 195 ]         |
| 2024 | «Бедные-несчастные»            | Ассоциация кинокритиков Остина                             | «Лучший актёрский состав»           | Номинация | [ 195 ]         |
| 2024 | «Бедные-несчастные»            | Общество кинокритиков Денвера                              | «Лучший женская роль»               | Победа    | [ 196 ]         |
| 2024 | «Бедные-несчастные»            | Общество кинокритиков Хьюстона                             | «Лучшая женская роль»               | Победа    | [ 197 ]         |
| 2024 | «Бедные-несчастные»            | Общество онлайн-кинокритиков                               | «Лучшая женская роль»               | Номинация | [ 198 ]         |
| 2024 | «Бедные-несчастные»            | Премия Лондонской ассоциации кинокритиков                  | «Актриса года»                      | Победа    | [ 199 ]         |
| 2024 | «Бедные-несчастные»            | Круг кинокритиков Ванкувера                                | «Лучшая женская роль»               | Номинация | [ 200 ]         |
| 2024 | «Бедные-несчастные»            | Ассоциация кинокритиков Торонто                            | «Выдающаяся главная роль»           | 2-е место | [ 201 ]         |

## Комментарии
1. ↑  Некоторые группы награждения не просто присуждают одного победителя, они отмечают несколько лауреатов и занимают призовые места. Поскольку это особое признание и отличается от потери награды, упоминания, занимающие второе место, считаются победами при подсчёте наград. Для упрощения и ухода от ошибок предполагается, что каждая награда в этом списке имела предварительную номинацию.
2. 1 2 3 4 5 6 7  Также выступала в качестве одного из продюсеров фильма.
3. ↑  Совместно с Оливией Колман и Рэйчел Вайс.
4. ↑  Совместно с Али Хертингом, Сэмом Интили, Дэйвом Маккери и Сарой Уиншолл.
5. ↑  Совместно с Хулио Торресом, Али Хертингом и Дэйвом Маккери.
6. ↑  Совместно с Хулио Торресом, Дэйвом Маккери, Оливией Герке, Алексом Бахом и Дэниелом Пауэллом.
7. ↑  Совместно с Амандой Байнс.
8. 1 2 3 4  Совместно с Райаном Гослингом.
9. 1 2 3 4 5  Совместно с Эндрю Гарфилдом.
10. ↑  Совместно с Дэмьеном Шазеллем и Райаном Гослингом.
11. ↑  Совместно с Сандрой Хюллер (за роль в фильме «Анатомия падения») и Натали Портман (за роль в фильме «Май декабрь»).
12. 1 2  Совместно с Лили Глэдстоун (за роль в фильме «Убийцы цветочной луны»).
13. ↑  Совместно с Полом Джаматти (за роль в фильме «Оставленные»), Эндрю Скоттом (за роль в фильме «Мы всем чужие») и Кодзи Якусё (за роль в фильме «Идеальные дни»).